# Kastell Deutz

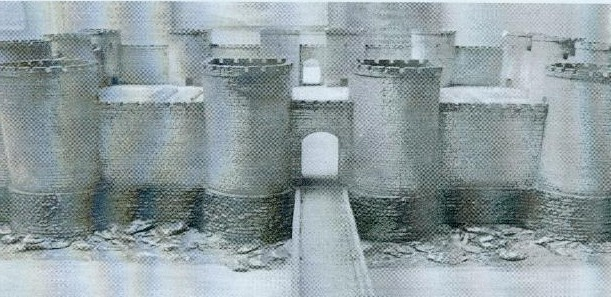
Puerta este del fuerte, modelo de reconstrucción de los años 30 en el Museo della Civiltà Romana

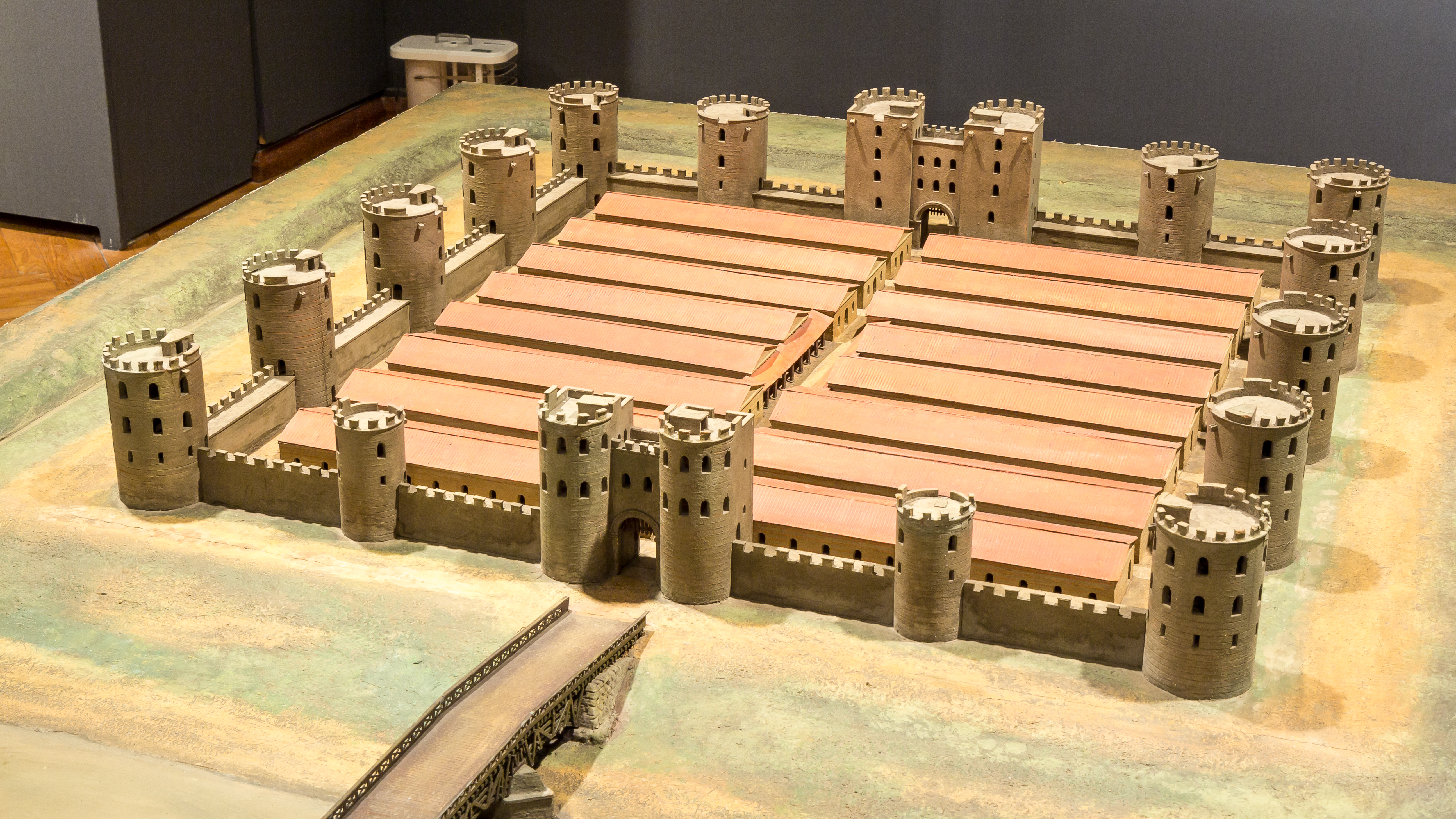
Maqueta del fuerte en el Museo de la Ciudad de Colonia

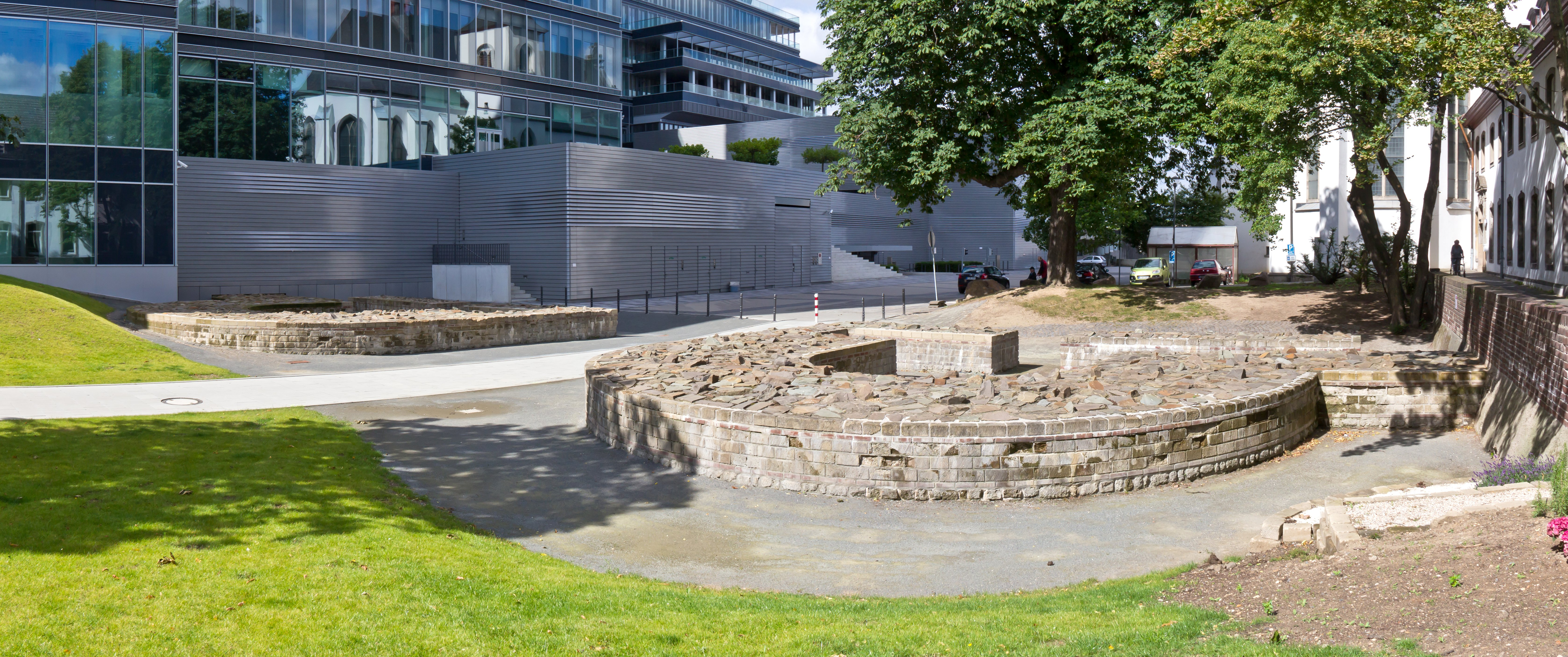
Restos conservados de la puerta este

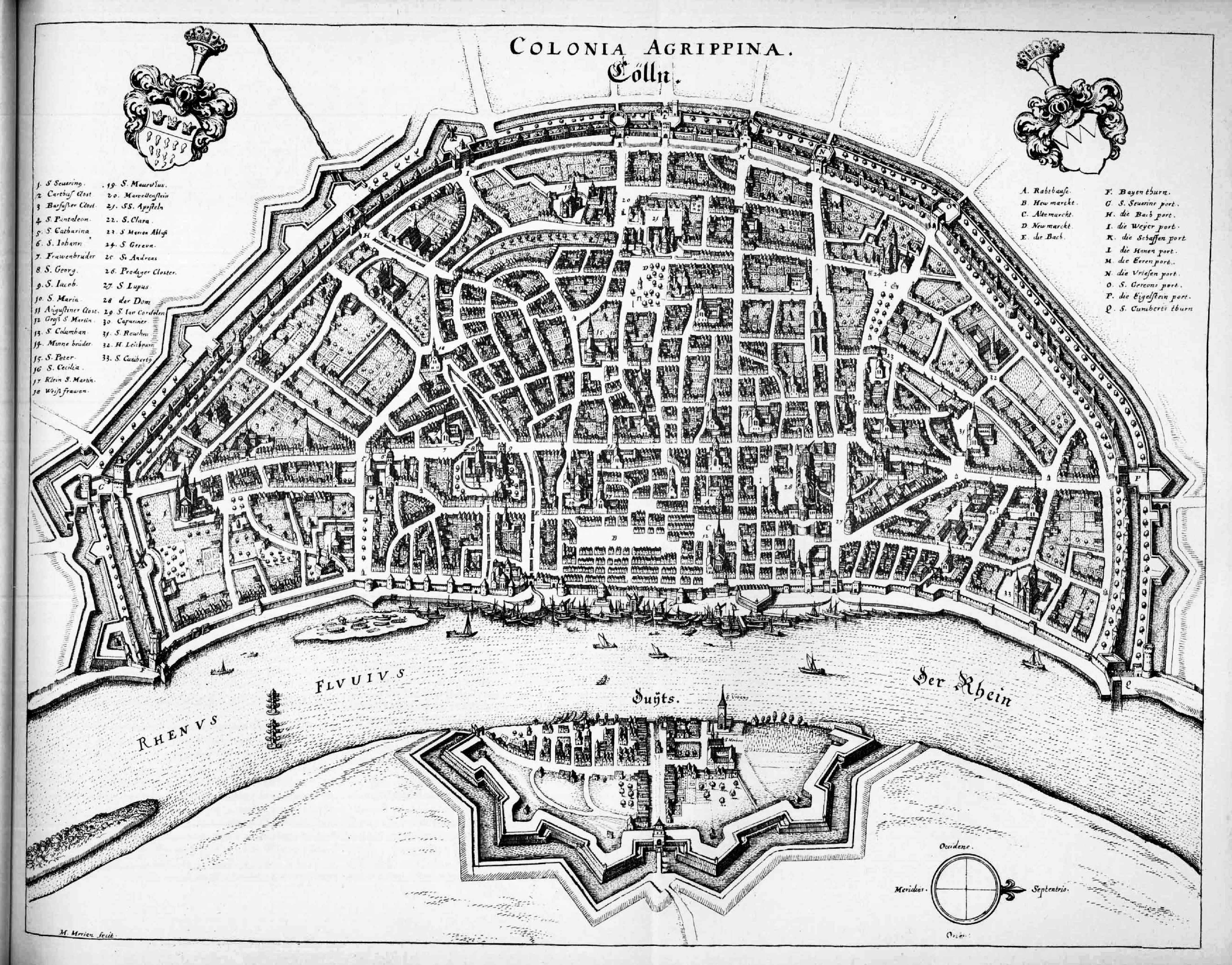
Colonia y Deutz en un mapa de 1646, Topographia Archiepiscopatuum Moguntinensis

Fort Deutz, llamado Divitia en la antigüedad, era un campamento militar romano muy fortificado que servía directamente en Colonia Claudia Ara Agrippinensium, en la Colonia romana, como medio para asegurar la frontera y como cabeza de puente en el Rin. Así mismo servía como demostración de poder contra los enemigos. Estaba ubicado en el actual distrito de Colonia-Deutz.

## Prehistoria
Alrededor del año 261 los francos germánicos cruzaron la frontera del Rin cerca de Colonia por primera vez para saquear en territorio del Imperio Romano. Desde entonces, hubo cada vez más ataques de los francos y otras tribus germánicas en la orilla izquierda del Rin. Por ello, en torno al año 310 los romanos bajo Constantino el Grande construyeron un puente sobre el Rin (ver Römerbrücke en Colonia ) para mover tropas a través del Rin lo más rápido posible cuando fuese necesario. Así mismo, el puente fue construido para comerciar con los alemanes. No hay información confiable sobre el período de uso de este puente del Rin.
- Datos: Q1735350
- Multimedia: Kastell Deutz / Q1735350